# Инсарский район
Инса́рский райо́н (мокш. Инзаронь аймак, эрз. Инесаро буе) — административно-территориальная единица и муниципальное образование (муниципальный район) в составе Республики Мордовия Российской Федерации.
Административный центр — город Инсар.

## География
Инсарский район — самый южный в республике, находится в средней части её. Южная полоса района — в низменной местности, северная — на восточных отрогах Приволжской возвышенности. Рельеф далее к северу значительно понижается, середина района, где находится город Инсар, — самая высокая точка в западной половине Мордовии. Граничит с Пензенской областью. Территория района составляет 968,6 км².

## История
Появление города Инсара тесно связано с историей Русского государства, его ростом и укреплением. Возник он в 1647 году как один из многих опорных военно-административных пунктов на юго-восточной границе.
В первые десятилетия своего существования Инсар состоял из деревянного кремля, или крепости, над которой возвышались островерхие башни посада. К нему впоследствии присоединились слободы. Вскоре после возникновения Инсар стал центром обширного уезда, в состав которого входили части территорий нынешних Инсарского, Рузаевского, Старошайговского, Ковылкинского районов Мордовии, а также полностью Иссинского района Пензенской области.
От Инсара в обе стороны тянулись укрепленные линии из валов и лесных засек: одна — в сторону Ломова, другая к Шишкееву и далее — на Саранск и Симбирск. Эти линии, или, как их ещё называли, черты, проходили по тогдашней границе Московского государства.
Первыми жителями Инсара были служивые люди из русских и мордвы, охраняющие крепость и укрепленную линию от набегов кочевых орд.
Построенная в стратегически важном районе крепость на р. Исса сразу получила статус города. Жители города и уезда постепенно осваивали малообжитую в хозяйственном отношении местность. На полях заколосилась рожь, а в дремучих лесах задымились поташные заводы.
Экономика уезда носила в основном натуральный характер: хлебопашество, разведение скота и переработка для собственных нужд сельскохозяйственной продукции. Однако хозяйственное развитие его шло так же за счёт помещичьей и купеческой промышленности. В Инсаре действовал железоделательный завод, в помещичьих владениях — винокуренные заводы, полотняные предприятия, суконные мануфактуры.
Жители города жестоко эксплуатировались местными купцами, хозяевами железоделательного завода. Поэтому простой люд неоднократно поднимался на борьбу за лучшую жизнь. В истории Инсарского уезда особое место занимают события, связанные с восстанием Степана Разина (XVII век) и крестьянской войной Емельяна Пугачёва (XVIII век). Население края поддержало эти стихийные выступления и активно участвовало в них. Не обошлось без жертв. Восставшие вешали помещиков, купцов, представителей духовенства, уездной администрации. Казни происходили на центральной площади города, неподалёку от стен крепости и главного городского собора. Царские войска в свою очередь жестоко расправлялись с участниками восстаний. Серьёзные волнения в городе произошли в 1812 году, когда местные ополченцы отказались подчиняться офицерам Инсарского полка и даже посадили их в городскую тюрьму. Восстание ополченцев было вскоре подавлено.
В XIX веке в Инсаре возникли различные школы, больница, городская библиотека. Сильное влияние в городе имели купцы. На их капиталы в Инсаре строились торговые заведения, дома-особняки с оригинальной архитектурно-художественной отделкой. Город приобрёл черты благоустроенного, красивого населённого пункта, имеющего свою, особенную архитектуру. Неповторимый облик Инсару придавали здания церквей, комплекс Свято-Ольгинского женского монастыря, построенное в начале XX века кирпичное здание гимназии.
До революции 1917 года Инсар представлял собой тихий уездный городок Пензенской губернии, в котором проживало 5672 человека. Население было разноликое. Более 200 дворян, 120 лиц духовного звания, 88 купцов и почетных граждан, 4000 мещан и около 1000 крестьян. В уезде насчитывалось 166 помещичьих хозяйств. В городе действовали 42 кустарно-промышленных заведения, среди них мыловаренный завод, кузницы, пекарни, две типографии. В Инсаре было 886 домов, в том числе 49 каменных, семь каменных церквей, часовня. Из торгово-промышленных заведений пять мануфактурных лавок, пять баколейных, пять чайных, столько же пивных, одна винная казённая лавка, городской общественный банк. С 11 апреля 1917 года выходила газета «Инсарская жизнь»
Бурные политические события 1917 года некоторое время не затрагивали основ хозяйственной жизни уезда. Перемены начались в 1918 году, когда уездный Совет приступил к реорганизации органов власти, экономического уклада. Начавшаяся гражданская война усугубила положение дел в городе и уезде. Начался голод, тиф косил население. Только к 1925 году ситуация в Инсаре стабилизировалась. В это время уезд был упразднен.
В 1928 году образован самостоятельный Инсарский район. Вскоре началась массовая коллективизация сельского хозяйства. В городе были открыты педагогическое училище, коноплеводческий институт, реорганизованный позднее в сельскохозяйственный техникум. Первенцами промышленности стали пенькозавод, маслозавод, типография, МТС. Благодаря огромной работе учительства была ликвидирована всеобщая неграмотность населения.
Развитие экономики и культуры в районе затормозила Великая Отечественная война. 9900 инсарцев сражались на фронтах, 4600 уроженцев Инсарского района погибли в боях за свободу и независимость Родины.
11 февраля 1944 года часть территории Инсарского района была передана в новый Майдановский район.
11 марта 1959 года к Инсарскому району были присоединены части территорий упразднённых Болдовского и Кочелаевского районов.
В начале 60-х годов в городе вошла в строй лентоткацкая фабрика, в переоборудованном помещении начал работать завод электронных приборов как филиал Рязанского завода. Заметные перемены произошли на пенькозаводе. Возле него возник целый микрорайон. Дальнейшее развитие получило и другое предприятие Инсара — маслосырзавод.
Большие перемены произошли в Инсар в первое десятилетия XXI века. Флагманами промышленности города и района стали ОАО «Неон», ЗАО «Ксенон», ООО «Сыродельный завод „Сармич“». В городе построено несколько социальных объектов — Инсарская средняя школа № 2, районный Дом культуры, лечебные корпуса Центральной районной больницы, многоэтажные жилые дома, в асфальт оделись улицы райцентра.

## Население
| \| 1970[7] \| 1979[7] \| 1989[7] \| 2002[7] \| 2005[8] \| 2006[8] \| 2007[8] \| \| -------- \| -------- \| -------- \| -------- \| -------- \| -------- \| -------- \| \| 41 242 \| ↘35 097 \| ↘29 373 \| ↘15 909 \| ↘15 183 \| ↘14 826 \| ↘14 528 \| \| 2008[8] \| 2009[9] \| 2010[7] \| 2011[10] \| 2012[11] \| 2013[12] \| 2014[13] \| \| ↘14 305 \| ↘14 004 \| ↗14 098 \| ↘14 001 \| ↘13 796 \| ↘13 558 \| ↘13 308 \| \| 2015[14] \| 2016[15] \| 2017[16] \| 2018[17] \| 2019[18] \| 2020[19] \| 2021[4] \| \| ↘13 065 \| ↘12 844 \| ↘12 491 \| ↘12 193 \| ↘11 821 \| ↘11 531 \| ↗12 008 \| 10 000 20 000 30 000 40 000 50 000 1970 2006 2011 2016 2021 |         |         |         |         |         |         |
| 1970 | 1979    | 1989    | 2002    | 2005    | 2006    | 2007    |
| 41 242 | ↘35 097 | ↘29 373 | ↘15 909 | ↘15 183 | ↘14 826 | ↘14 528 |
| 2008 | 2009    | 2010    | 2011    | 2012    | 2013    | 2014    |
| ↘14 305 | ↘14 004 | ↗14 098 | ↘14 001 | ↘13 796 | ↘13 558 | ↘13 308 |
| 2015 | 2016    | 2017    | 2018    | 2019    | 2020    | 2021    |
| ↘13 065 | ↘12 844 | ↘12 491 | ↘12 193 | ↘11 821 | ↘11 531 | ↗12 008 |

### Урбанизация
В городских условиях (город Инсар) проживают  65,96 % населения района.

## Административное деление
В Инсарский район как административно-территориальную единицу входят 1 город районного значения и 4 сельсовета.
В муниципальный район, в рамках организации местного самоуправления, входят 5 муниципальных образований, в том числе 1 городское поселение и 4 сельских поселения.
Сельсоветы одноимённы образованным в их границах сельским поселениям, а город районного значения — городскому поселению.
| № | Муниципальное образование               | Административный центр  | Количество населённых пунктов | Население (чел.) | Площадь (км²) |
| - | --------------------------------------- | ----------------------- | ----------------------------- | ---------------- | ------------- |
| 1 | городское поселение Инсар               | город Инсар             | 2                             | ↗7943            | 52,18         |
| 2 | Кочетовское сельское поселение          | село Кочетовка          | 9                             | ↗1427            | 331.21        |
| 3 | Нововерхисское сельское поселение       | село Новые Верхиссы     | 8                             | ↗726             | 146.49        |
| 4 | Русско-Паевское сельское поселение      | село Русская Паевка     | 7                             | ↗783             | 139.76        |
| 5 | Сиалеевско-Пятинское сельское поселение | село Сиалеевская Пятина | 8                             | ↗1129            | 293.49        |

Первоначально в муниципальном районе в 2005 году было образовано 16 муниципальных образований, в том числе 1 городское поселение и 15 сельских поселений. Последним соответствовали 15 сельсоветов.
Законом от 17 мая 2018 года, были упразднены Новлейское, Староверхисское, Яндовищенское сельские поселения (сельсоветы), а входившие в их состав населённые пункты были объединены в новообразованное Нововерхисское сельское поселение (сельсовет).
Закон от 24 апреля 2019 года, были упразднены Нижневязерское, Шадымо-Рыскинское и Языково-Пятинское сельские поселения (сельсоветы), а входившие в их состав населённые пункты были включены в Сиалеевско-Пятинское сельское поселение.
Законом от 19 мая 2020 года, в июне 2020 года были упразднены Верхнелухменское, Казеевское, Лухменско-Майданское, Мордовско-Паевское сельские поселения (сельсоветы) — их населённые пункты включены в Кочетовское сельское поселение (сельсовет), также были упразднены Челмодеевско-Майданское и Ямщинское сельские поселения (сельсоветы) — населённые пункты включены в Русско-Паевское сельское поселение (сельсовет).

### Населённые пункты
В Инсарском районе 34 населённых пункта.
| №  | Населённый пункт     | Тип     | Население | Муниципальное образование               |
| -- | -------------------- | ------- | --------- | --------------------------------------- |
| 1  | Александровка        | деревня | ↘0        | Нововерхисское сельское поселение       |
| 2  | Арбузовка            | село    | ↘121      | Кочетовское сельское поселение          |
| 3  | Васина Поляна        | деревня | ↘46       | Сиалеевско-Пятинское сельское поселение |
| 4  | Венера               | посёлок | ↘30       | Нововерхисское сельское поселение       |
| 5  | Верхняя Лухма        | село    | ↘294      | Кочетовское сельское поселение          |
| 6  | Жегалино             | посёлок | ↘1        | Нововерхисское сельское поселение       |
| 7  | Заря                 | посёлок | ↗23       | городское поселение Инсар               |
| 8  | Засечная Слобода     | село    | ↘43       | Русско-Паевское сельское поселение      |
| 9  | Инсар                | город   | ↗7920     | городское поселение Инсар               |
| 10 | Казеевка             | село    | ↘227      | Кочетовское сельское поселение          |
| 11 | Кашаево              | село    | ↘72       | Сиалеевско-Пятинское сельское поселение |
| 12 | Кириклеевский Майдан | село    | ↘29       | Кочетовское сельское поселение          |
| 13 | Козловка             | село    | ↘14       | Русско-Паевское сельское поселение      |
| 14 | Кочетовка            | село    | ↘488      | Кочетовское сельское поселение          |
| 15 | Красная Поляна       | деревня | ↘1        | Кочетовское сельское поселение          |
| 16 | Кульмеж              | деревня | ↘138      | Русско-Паевское сельское поселение      |
| 17 | Лухменский Майдан    | село    | ↘211      | Кочетовское сельское поселение          |
| 18 | Мордовская Паёвка    | село    | ↘455      | Кочетовское сельское поселение          |
| 19 | Нижняя Вязера        | село    | ↘259      | Сиалеевско-Пятинское сельское поселение |
| 20 | Новлей               | село    | ↘269      | Нововерхисское сельское поселение       |
| 21 | Новые Верхиссы       | село    | ↘202      | Нововерхисское сельское поселение       |
| 22 | Потуловка            | деревня | ↘4        | Сиалеевско-Пятинское сельское поселение |
| 23 | Русская Паевка       | село    | ↘326      | Русско-Паевское сельское поселение      |
| 24 | Русское Яндовище     | деревня | ↘4        | Кочетовское сельское поселение          |
| 25 | Свобода              | посёлок | ↘1        | Русско-Паевское сельское поселение      |
| 26 | Семёновка            | деревня | ↘40       | Сиалеевско-Пятинское сельское поселение |
| 27 | Сиалеевская Пятина   | село    | ↘465      | Сиалеевско-Пятинское сельское поселение |
| 28 | Старые Верхиссы      | село    | ↘190      | Нововерхисское сельское поселение       |
| 29 | Усыскино             | село    | ↘49       | Нововерхисское сельское поселение       |
| 30 | Челмодеевский Майдан | село    | ↘230      | Русско-Паевское сельское поселение      |
| 31 | Шадымо-Рыскино       | село    | ↘222      | Сиалеевско-Пятинское сельское поселение |
| 32 | Языкова Пятина       | село    | ↘281      | Сиалеевско-Пятинское сельское поселение |
| 33 | Ямщина               | село    | ↘269      | Русско-Паевское сельское поселение      |
| 34 | Яндовище             | село    | ↘163      | Нововерхисское сельское поселение       |

Упразднённые населённые пункты:
В 1995 году исключены посёлки Горки, Гремячий, Фёдоровка и деревня Леплейка.
В 2001 году деревня Новая Орловка.
В 2003 году деревня Старая Петровка.
В 2004 году посёлок Турчаниновский.
13 сентября 2007 года исключены из учётных данных посёлок Старая Александровка Лухменско-Майданского сельсовета, деревни Михайловка Мордовско-Паевского сельсовета, Сенгилейка Мордовско-Паевского сельсовета, Тумола Нижневязерского сельсовета и Жедрино Новлейского сельсовета.
13 июля 2009 года исключена из учётных данных деревня Свистовка Мордовско-Паевского сельсовета.

## Экономика
Инсарский район — аграрно-промышленный. Ряд предприятий перерабатывает продукцию сельскохозяйственного производства.
Наиболее успешно работающим промышленным предприятием является ОАО «Неон», производящее полупроводниковые и электровакуумные приборы, ЗАО «Ксенон», ООО «Сыродельный завод „Сармич“».

## Известные уроженцы
- Болдин, Иван Васильевич (1892—1965) — советский военачальник, командарм Великой Отечественной войны, генерал-полковник. Родился в дер. Высокая.
- Мухин, Герасим Васильевич (1900—1943) — советский военный деятель, Генерал-майор (1943 год).